# Jądro Edingera-Westphala

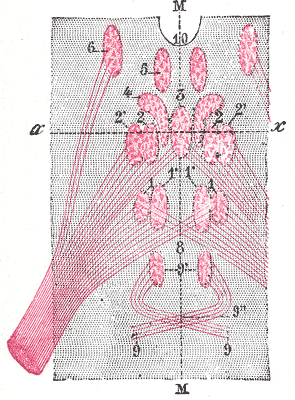
1. Posterior dorsal nucleus.
1’. Posterior ventral nucleus.
2. Anterior dorsal nucleus.
2’. Anterior ventral nucleus.
3. Central nucleus.
4. Jądro Edingera-Westphala
5. Antero-internal nucleus.
6. Antero-external nucleus.
8. Crossed fibers.
9. Nerw bloczkowy 9’ jądro nerwu bloczkowego 9", skrzyżowanie nerwów bloczkowych
10. Trzecia komora.
M, M. Linia pośrodkowa.

Jądro Edingera-Westphala, jądro dodatkowe nerwu III (łac. nucleus accessorius, nucleus autonomicus nervi oculomotorii) – parzyste jądro nerwu okoruchowego (III), dające początek przedzwojowym włóknom przywspółczulnym, zaopatrującym ciało rzęskowe i mięsień zwieracz źrenicy. Znajduje się w istocie szarej okołowodociągowej śródmózgowia na poziomie wzgórków górnych blaszki pokrywy.
Tę strukturę mózgu opisali Ludwig Edinger w 1885 (u płodu) i Carl Friedrich Otto Westphal w 1887 (u dorosłego).